# Orzeczenie sądowe
Orzeczenie sądowe – władcza i decyzyjna czynność procesowa dokonywana przez sąd i trybunał w postępowaniu. 
Do orzeczeń zaliczane są (zarówno na gruncie procesu karnego, jak i procesu cywilnego):
- wyroki,
- postanowienia.

W postępowaniu cywilnym sąd wydaje też nakazy zapłaty. Do orzeczeń nie są zaliczane zarządzenia organów procesowych w procesie karnym. W postępowaniu cywilnym kwestia zaliczenia niektórych zarządzeń do kategorii orzeczeń nie jest do końca przesądzona.